# Lívia Della Rovere
Lívia della Rovere (Pésaro, 16 de dezembro de 1585 – Castelleone di Suasa, 6 de julho de 1641)  foi uma nobre italiana. Ela foi a última duquesa de Urbino como a segunda esposa de seu primo, Francisco Maria II Della Rovere. O casamento foi infeliz para ambos, apesar de um período de melhora do relacionamento ter seguido após o nascimento do tão aguardo herdeiro, Frederico Ubaldo. Lívia, no entanto, foi mal quista pelo marido durante a maior parte de sua vida, que fez de tudo para mantê-la afastada do filho e de sua adorada neta, Vitória, e isolada em Urbino. 
Após a perda precoce do filho, continuou a ser mantida presa na corte, ao lado de um marido desesperado para ter outro herdeiro, apesar da impossibilidade devido a sua idade avançada; Francisco Maria não poupava esforços para atormentá-la, segundo relatos contemporâneos, e os da própria Lívia que mantinha correspondência com os parentes. Mesmo após a morte do marido, a duquesa viúva ainda se viu isolada por vezes, embora detivesse a riqueza e bens da família ducal (os quais foram herdados pela sua única neta) e domínios que lhe foram permitidos administrar após a anexação do ducado de Urbino pelo Papa. Ela morreu em 1641, aos 55 anos de idade.

## Família
Lívia era a filha primogênita de Hipólito Della Rovere, Marquês de San Lorenzo in Campo e Senhor de Castelleone e Montalfoglio, e de Isabel Vitelli, Marquesa dell'Amatrice.
O pai de Lívia era o filho ilegítimo do cardeal Giulio della Rovere e de Leonor de Ferrara, que depois foi legitimado pelo Papa Pio V. Já os seus avós maternos eram Jacó Vitelli, Senhor dell'Amatrice e Lívia Orsini.
Ela teve cinco irmãos mais novos: Isabel, que morreu quando criança, uma irmã também chamada Lívia, que foi freira, Lucrécia, esposa de Marco Antônio Lante, mais tarde marquês de San Lorenzo in Campo, Leonor, uma freira, e Júlio, marquês de San Lorenzo in Campo, marido de Catarina Cesi de Acquasparta.

## Biografia
Após a morte de Isabel, mãe de Lívia, durante o nascimento do irmão, Júlio, em julho de 1598, Lívia e as irmãs foram colocadas no convento de Santa Madalena em Pésaro.

### Duquesa de Urbino
O duque Francisco Maria II Della Rovere estava casado, desde 1570, com Lucrécia d'Este, filha de Hércules II d'Este e da princesa Renata de França, além de neta de Lucrécia Bórgia. O casamento era infeliz e não produziu descendência, devido a grande diferença de idade entre o casal, e também pelos casos amorosos de Lucrécia. A duquesa faleceu em 1598.
Como um viúvo mais velho, Francisco Maria se resignou à extinção da Casa de Della Rovere, e à anexação do Ducado de Urbino aos Estados Papais. Essa incerteza preocupava os seus súditos, que, sob a família Della Rovere, tinham experimentado prosperidade. As propriedades da família pagavam poucos impostos, se comparadas com territórios sob o controle direto da Igreja, enquanto que suas cidades, mesmo as menores, possuíam monumentos e fortificações. A corte de Urbino tinha se tornado uma das mais prestigiosas na Europa com artistas renomados tais como Rafael, Piero della Francesca e Ticiano, graças ao mecenato dos Della Rovere. Foi nesse clima de temor pelo futuro do ducado que os conselheiros e o povo convenceu o duque a se casar novamente, e ele, com relutância, concordou.

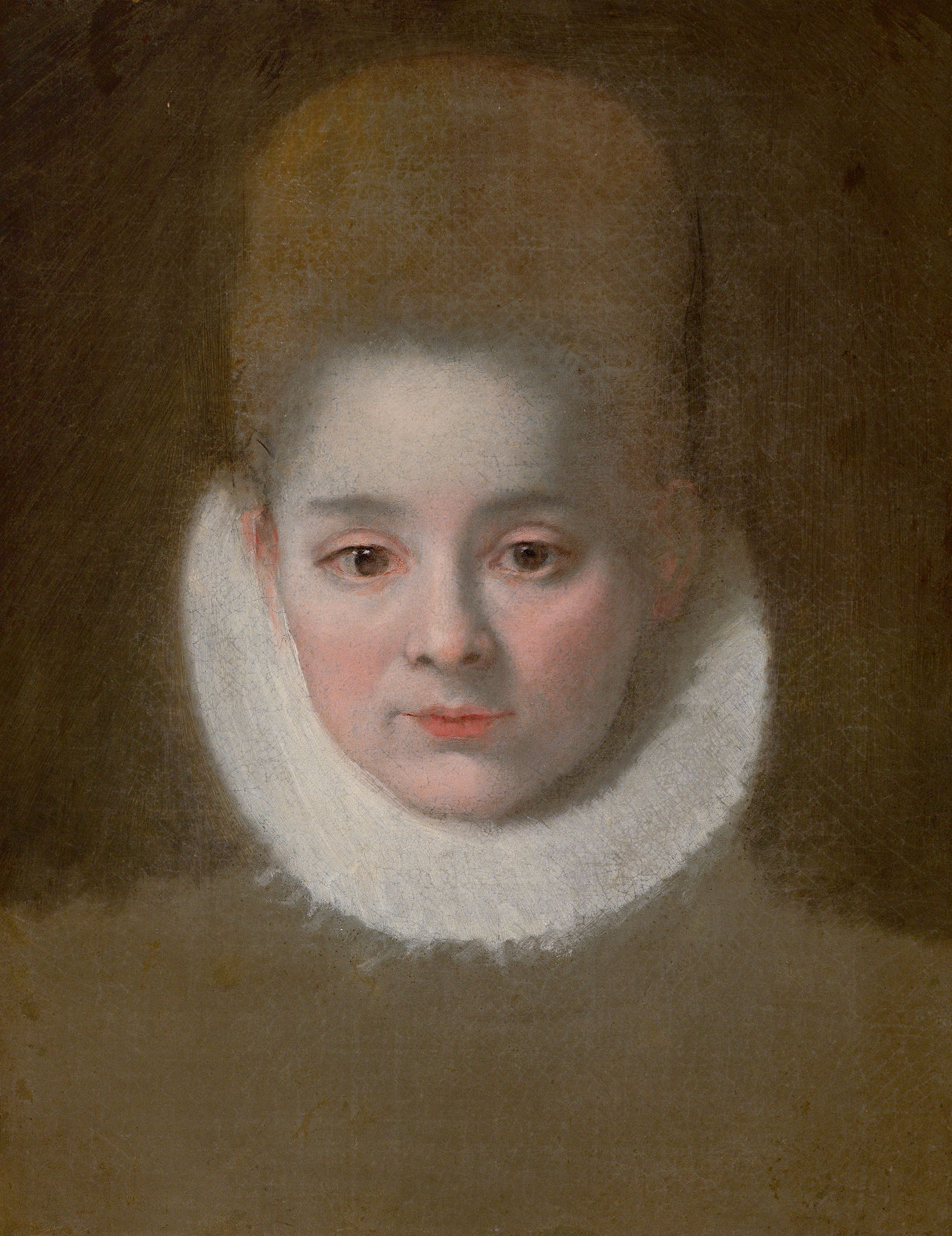
Lívia pintada por Federico Barocci.

Assim, Lívia, que nessa época ainda estava no convento, saiu de lá para se casar com o Francisco Maria, seu primo de segundo grau (pois era filho do irmão de seu avô, Guidobaldo II Della Rovere). Após obter a dispensa papal necessária do Papa Clemente VIII, o casamento entre os parentes ocorreu no dia 26 de abril de 1599 na cidade de Casteldurante (hoje Urbania), numa cerimônia bem modesta. A noiva tinha apenas 13 anos de idade, e o noivo tinha 50.
Desde o início, a união foi totalmente infeliz: Lívia ressentia o fato de ter se casado tão jovem com um homem que tinha idade para ser seu pai, enquanto que Francisco contraiu o casamento com o único propósito de salvar sua família da extinção, e preservar a independência de Urbino. Como consequência das circunstâncias, o duque nunca demonstrou afeto com a esposa, que também não tinha atração alguma pelo marido. Além disso, logo em seguida, Francisco e o sogro, Hipólito, tiveram um desentendimento, e o marquês foi obrigado a deixar a corte. Apesar das várias tentativas da nova duquesa de Urbino de reconciliá-los, eles permaneceram distanciados.
A desgraça do pai e de seu tio, o cardeal Giuliano, isolou a duquesa. Além disso, no início do século XVII, um sinal cheio de ameaça foi a súbita prisão, na fortaleza de Pésaro, do engenheiro ducal Muzio Oddi (futuro autor de um tratado sobre os relógios de sol e a praça) quem ela teria apresentado ao marido. Outro motivo de temor para Lívia foi a morte de sua sogra, Vitória Farnésio (quem havia convencido o filho a se casar com Lívia), em dezembro de 1302, pois ela perdeu seu único apoio. Agora, à mercê do marido, ela temia o pior. No entanto, a atitude de Francisco em relação a ela mudou, quando, em novembro de 1604, Lívia descobriu, finalmente, estar grávida, e, em janeiro de 1605, notícia foi oficialmente anunciada à corte.

### Nascimento do herdeiro
No dia 16 de maio de 1605, nasceu, no Palácio Ducal de Pésaro, o herdeiro tão esperado, Frederico Ubaldo Della Rovere. Francisco Maria anotou com alegria, no dia 16 de maio de 1605, no seu diário, que "aprouve a Deus" dar à luz, em Pésaro, "um filho ad hore 13 ¼", precisamente "no dia de Santo Ubaldo, protetor da casa Della Rovere. "A duquesa", especifica o duque uma vez de forma menos concisa do que o habitual, "esteve em trabalho de parto durante três horas e meia e libertou-se imediatamente”, auxiliada no parto pelo médico Giovan Battista Bettini. O júbilo das celebrações é seguido, no dia 8 de junho, pelo zeloso agradecimento do duque à Providência, em Loreto, para onde também vai Lívia, de 21 a 25 do mesmo mês. No dia 29 de junho, Lívia foi recebida com alegria pela cidade de Urbino.

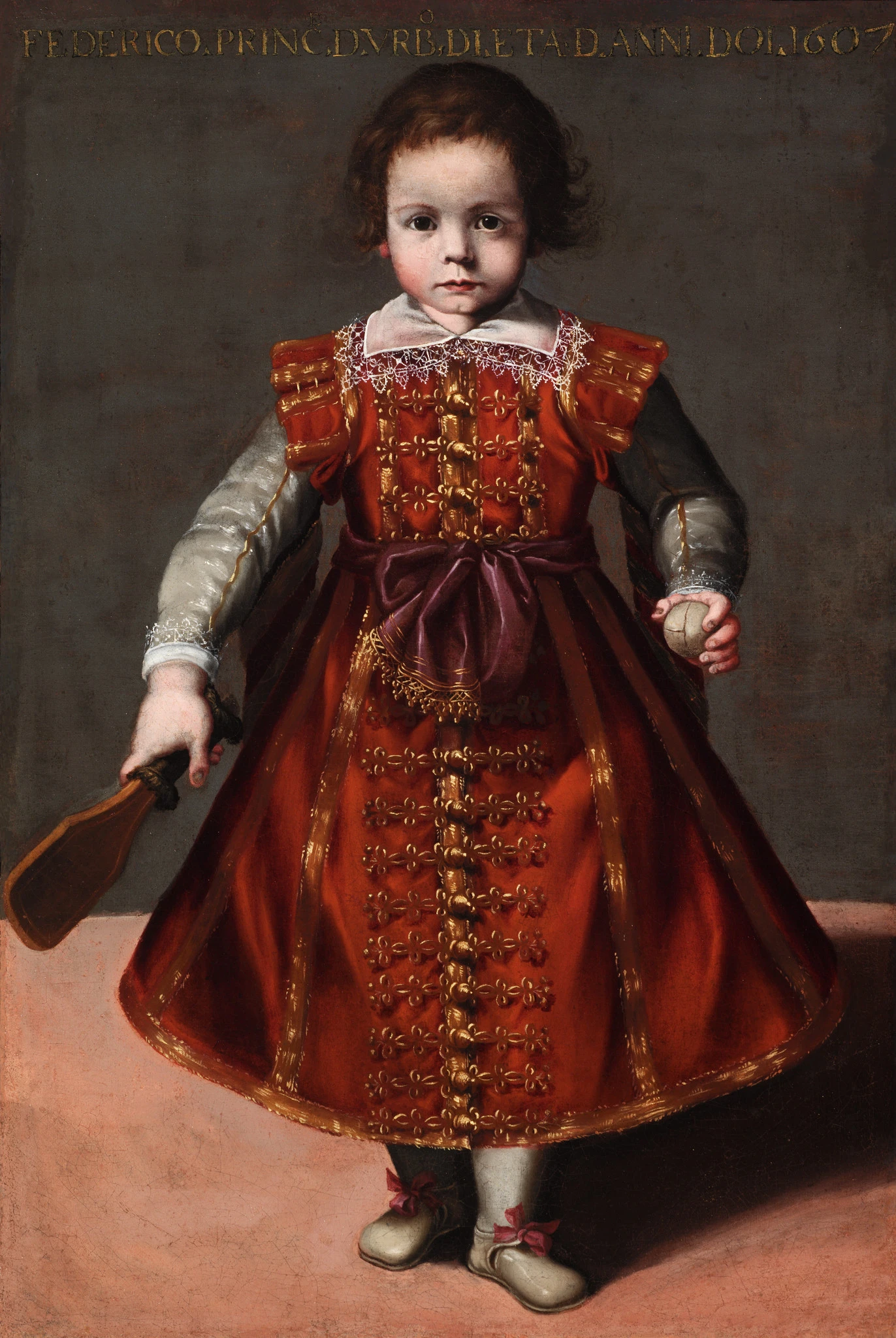
Frederico Ubaldo aos dois anos de idade, pintador por Alessandro Vitali, em 1607.

O nascimento do filho remendou o relacionamento entre o casal por um tempo, porém, o velho duque não se interessava muito pelo filho, se mantendo ocupado com seus assuntos, e o deixou sob os cuidados de sua mãe afetuosa por algum tempo; contudo, eventualmente, ele tirou Frederico Ubaldo da custódia da mãe, o enviando para Florença para continuar sua educação, enquanto Lívia era, essencialmente, uma prisioneira no Palácio de Casteldurante.
Separada do filho, ela escreveu várias cartas para ele. Numa delas, datada de 19 de junho de 1616, ela se intitulou como "Sua mãe mais amorosa, que o ama como sua própria alma" (Amorevolissima madre, che vi ama quanto l'anima). A criação longe dos pais transformou Frederico Ubaldo numa criança problemática, e mais tarde, num adolescente imprudente e arrogante.

### Harmonia familiar
O casamento de Frederico Ubaldo com Cláudia de Médici, filha de Fernando I, Grão-Duque da Toscana e da princesa Cristina da Lorena, em 1621, marcou não apenas o início do laço entre o ducado de Urbino com a Casa de Médici, mas também o governo pessoal de Frederico Ubaldo como duque, após a abdicação do pai. 
"A duquesa", como dizia o secretário de Cláudia, Giorgio Brunetti, na corte dos Médici, "detida anteriormente diante de tantas dificuldades, se alegra com a liberdade atual de que desfruta pela oportunidade de fazer companhia à nora. Há um entendimento entre ela e Lívia: a "princesa", garante Brunetti, "ama a duquesa", sendo, por sua vez, “muito amada” por Lívia.
Cláudia adorava festas e recepções, e assim, Lívia tinha a oportunidade de socializar-se. Ainda não completamente desvanecida, partilha a vida social da jovem nora, cuja vinda anima a corte e revive a própria Lívia, quem Francisco Maria gostaria de forçar a definhar no tédio de Casteldurante. Entretanto, a harmonia familiar durou pouco, pois, Francisco Maria, ouvindo os seus conselheiros que lhe alertaram para o comportamento da esposa, ordenou que ela retornasse para casa e ficasse longe do filho. Ela foi obrigada a retornar para Casteldurante, e o filho e a nora foram para Colbordolo, conforme o Francisco Maria registra em seu diário, no dia 11 de outubro de 1621.

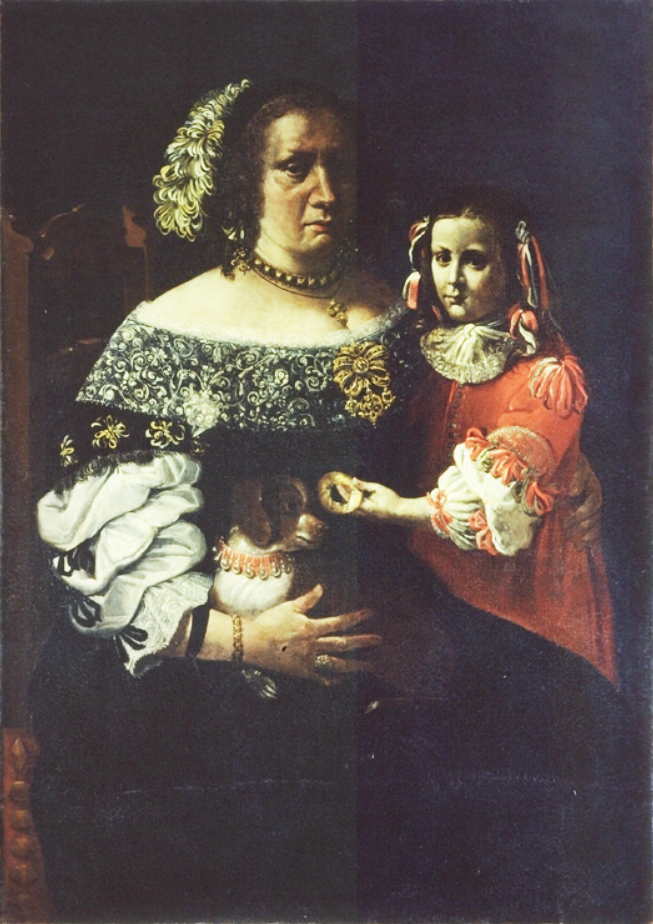
Lívia com sua amada neta, Vitória, pintadas por Giovanni Francesco Guerrieri; hoje a pintura faz parte da coleção do Palácio Ducal, em Urbania.

A volta da nora à corte, e o nascimento da neta, Vitória Della Rovere, em fevereiro de 1622, foram uma fonte de grande alegria para a duquesa, que começou a passar algum tempo com o filho e sua família, entre as cidades de Urbino e Pésaro. Entretanto, a conduta do príncipe é cada vez mais escandalosa, e o seu pai o despreza cada vez mais, e, assim cabe a Lívia tentar restabelecer as relações entre os dois. Por isso, a pretexto de assistir a um espetáculo em Urbino, lá esteve de 24 a 26 de fevereiro de 1623, onde encontrou-se com o filho, a quem convenceu a visitar o pai. E é graças aos esforços temerosos da antiga duquesa que a visita de Federico Ubaldo a Casteldurante, de 7 a 10 de março, não se reduz a um confronto tempestuoso e furioso entre eles. A viagem de Pésaro a Casteldurante parece produzir bons efeitos. "Recebido e tratado com ternura e carinho paternal", o príncipe apressou-se a escrever a Luigi Vettori em Florença, garantindo que "Sua Alteza" regressou de Pésaro "muito alegre e satisfeito" com a intenção de ir "frequentemente" visitar o pai.
Esta foi a última vez que Frederico Ubaldo viu os pais, pois veio a falecer na data 28 de junho de 1623, após um ataque de epilepsia, com apenas 18 anos de idade, embora circulassem rumores de um assassinato, como o de um possível envenenamento. O duque fica trancado no silêncio mais impenetrável, enquanto Lívia, chocada, quase enlouquece. Segundo Cosme II de Médici, irmão de Cláudia, o duque parecia: "Quieto de alma, como se estivesse fraco de corpo"; ele tinha se apressado em ir confortar sua irmã, que ficou viúva repentinamente. É Lívia, na opinião de Cosme, quem não consegue descansar: "o sentimento extraordinário de uma perda tão grande" era insuportável para ela. Como a própria Lívia tenta escrever à sua sogra, a grã-duquesa da Toscana, Cristina:
"Estou tão arrasada por um golpe tão forte e inesperado que fico fora de mim, nem espero encontrar um remédio que me alivie de tanto sofrimento se a mão misericordiosa de Deus [...] não me ajudar".

### Isolamento na corte
É derramando toda a sua capacidade de cuidado e carinho na neta, Vitória, que ele consegue amenizar a dor. Porém, logo em outubro daquele ano, a jovem parte com a mãe para a Florença, onde se casará com Fernando II de Médici. A sua partida gera o desgosto de Lívia, que dá à menina, para que ela se lembre da avó, "uma caixa com dois vestidos", um de tecido roxo, e, o outro, "branco e florido".
Devastado pelas tragédias em sua vida, Lívia fica novamente sozinha com seu marido, que agora contava com mais de 70 anos de idade, e quase paralisado, que, após a morte do herdeiro, assumiu novamente o título de duque.  Apesar da idade avançada, ele continua com esperançoso em ter outro herdeiro, e portanto, recorre a vários remédios, confiando em fomentos revigorantes. Isso vira motivo de fofoca e piada na corte dos Médici, conforme noticiado em 23 de dezembro de 1623, pelo veneziano residente em Florença, Valerio Antelmi. Segundo ele, era evidente que o velho, na sua obstinação em recuperar uma virilidade há muito perdida e já debilitada na altura do seu segundo casamento, em vez de atingir o "fim", acelera-o, apressa a "consumação", e falha no esforço.
A vítima da "esperança" insensata de Francisco Maria é a pobre Lívia: o seu marido, como escreveu o futuro cardeal Berlingero Gessi, em 15 de maio de 1625, que entretanto dominava o Ducado como governador, quer a esposa, embora "estrangeira", no sua apartamento próprio; e ela só pode adaptar-se "à vontade" dele; a situação é dolorosa e grotesca. As ambições do velho miserável fracassam na cama e são acompanhadas por um ressentimento vingativo para com a esposa, quase como se ela fosse responsável por isso, pois é atribuível ao mau cumprimento. Daí a vingança através do testamento: os 50.000 escudos com o acréscimo do subsídio anual de outros 4.000 previstos para a duquesa de Urbino nas disposições de 1625 são reduzidos no testamento de 6 de abril de 1626, e depois desapareceu no testamento subsequente de 1627, no qual Lívia é mencionada apenas para especificar que ela terá direito ao "relicário iluminado de prata" colocado "no guarda-roupa secreto". E, para sua maior humilhação, em 1629, foi-lhe tirada a cidade Gradara, que lhe tinha sido entregue em 1 de março de 1618.
Diariamente insultada, maltratada, e até perseguida, ela lamenta, em 30 de junho de 1629, numa carta a Cristina, a terrível vontade de seu esposo contra ela, dia após dia, a deixando "aterrorizada" e "golpeada" pelo "senhor duque". Ele a faz entender claramente que, para melhor atormentá-la, ele não a expulsa de casa, mas prefere mantê-la ali para se enfurecer, "de uma forma que me leva ao mero desespero".
Em carta datada de 29 de agosto de 1628 por um agente dos Médici, delineia-se um verdadeiro inferno doméstico, que vê Lívia "continuamente perseguida sem qualquer respeito", e pela “paciência” da sua resistência e pela "inocência" da sua conduta, a duquesa era até mesmo "uma senhora digna de ser comparada aos santos". É nesta situação que ela implora pela proteção benigna das "Altezas" Médici. Ao mesmo tempo, ela está totalmente disponível para se qualificar como "serva particular [...] de Sua Santidade" (o Papa), pronta a avisar Gessi do que se passa em Casteldurante, oportuna informante de qualquer "qualquer acidente com o Senhor Duque ". Os "nojos" que Lívia recebe dele são constantes e "contínuos", e ela teme ser "colocada na prisão" pela "suspeita" - evidentemente tudo menos infundada, visto que ela espiona o marido em nome da Santa Sé - "de que escrevi a Sua Santidade e o mantive informado sobre o estado do Senhor Duque e de outras coisas que se fizeram aqui", em Casteldurante.

### Últimos anos como duquesa viúva
Finalmente, para o alívio da duquesa, Francisco Maria falece em 28 de abril de 1631, sem ter tido mais filhos, aos 82 anos.
O Papa Urbano VIII, em 29 de abril, têm pena da viúva, porém, logo em 12 de maio, proclama a anexação do ducado aos Estados Papais. Lívia é reconhecida pelas palavras do pontífice com "piedade e observância", "diligência” nos “ofícios", bem como devoção aos interesses da Igreja; e lhe é prometido, nas petições de 1 e 6 de maio, proteção e reconhecimento decente. Mas, na verdade, os pedidos de Lívia não são satisfeitos: lhe é negado o governo de Pésaro e de Jesi, enquanto ela recusa o que lhe é oferecido por Todi. E, embora posteriormente aspirasse ao governo de Fabriano e Matelica, acabou por se contentar com o muito mais modesto de Rocca Contrada (hoje Arcevia) e Corinaldo, ao qual se somou, por outro lado, o de San Lorenzo in Campo, o antigo domínio de sua família; em 1639,  Gradara foi-lhe devolvida. Entretanto, a viúva fixou residência na vila da família, no feudo paterno de Castelleone di Suasa, "um lugar - segundo o seu secretário, o cavalheiro de Pésaro, Fabrizio Ondedei, provavelmente parente de Giovanni Ondedei, autor da tragédia Asmondo, que esteve a serviço do marido - mais duro como eremita do que como cortesão". O próprio Ondedei se casa com Fillide Felici de Castelduranti, uma das damas de Lívia.
Ela ainda estava separada do irmão, Júlio, e foi impedida de se mudar para perto da neta em Florença, apesar de suas boas relações com a corte dos Médici, e os convites repetitivos para que ela fosse morar lá. Seu coração se expande a cada carta de sua neta Vitória (agora a herdeira de todas as propriedades dos Della Rovere, as quais incluíam arte e recursos do ducado), que gosta dela e insiste que ela se mude para Florença, quase como se estivesse ocupando o lugar de sua distante mãe, certa, porém, de que seu avó paterna a ama mais do que ela mesma. A duquesa viúva visitou a neta em maio de 1632, e depois no natal de 1633.
Lívia e Vitória trocavam retratos nas cartas que mandavam uma para a outra. Em 1636, Lívia escreveu para a corte dos Médici agradecendo o retrato de sua neta de quatorze anos que lhe foi enviado. Tal retrato fora encaminhado em resposta ao que a duquesa viúva havia enviado para a princesa. Numa carta, do dia 15 de outubro de 1636, Lívia escreveu para a neta:
”Meu retrato está terminado, e o enviarei a Sua Alteza quando for mais conveniente para você, para convidá-la a agraciar-me com o seu assim que possível."
Esse retrato, ainda não identificado, talvez seja semelhante ao retrato oval de Vitória pintado por Justus Sustermans, que agora faz parte da coleção Corsini, em Florença, ou então, trata-se duma pintura presente numa coleção privada em Roma.
Em 2 de julho de 1637, quando, uma vez autorizada a se mudar para um palacete papal, ela chegou a Florença, Lívia pôde abraçar novamente sua neta ainda jovem, cruelmente afastada de seu afeto quando criança. Lívia esteve presente na cerimônia de casamento de Vitória com Fernando II, ocorrida em 6 de abril daquele ano. Infelizmente, sua estada em Florença foi curta, mas o suficiente para consolá-la pelos poucos anos que ainda lhe restavam de vida. 
Lívia se retirou para o Palácio Compiano-Della Rovere,  em Castelleone di Suasa, construído por seu pai, Hipólito. Ali passou o resto de suas dias, onde veio a morrer em 6 de julho de 1341, aos 55 anos de idade. Ela foi enterrada, segundo seus desejos expressos no testamento datado de 29 de maio de 1639, no convento de Corpus Domini de Pésaro, onde suas irmãs, Lívia, era abadessa, e, Leonor, freira.

### Legado

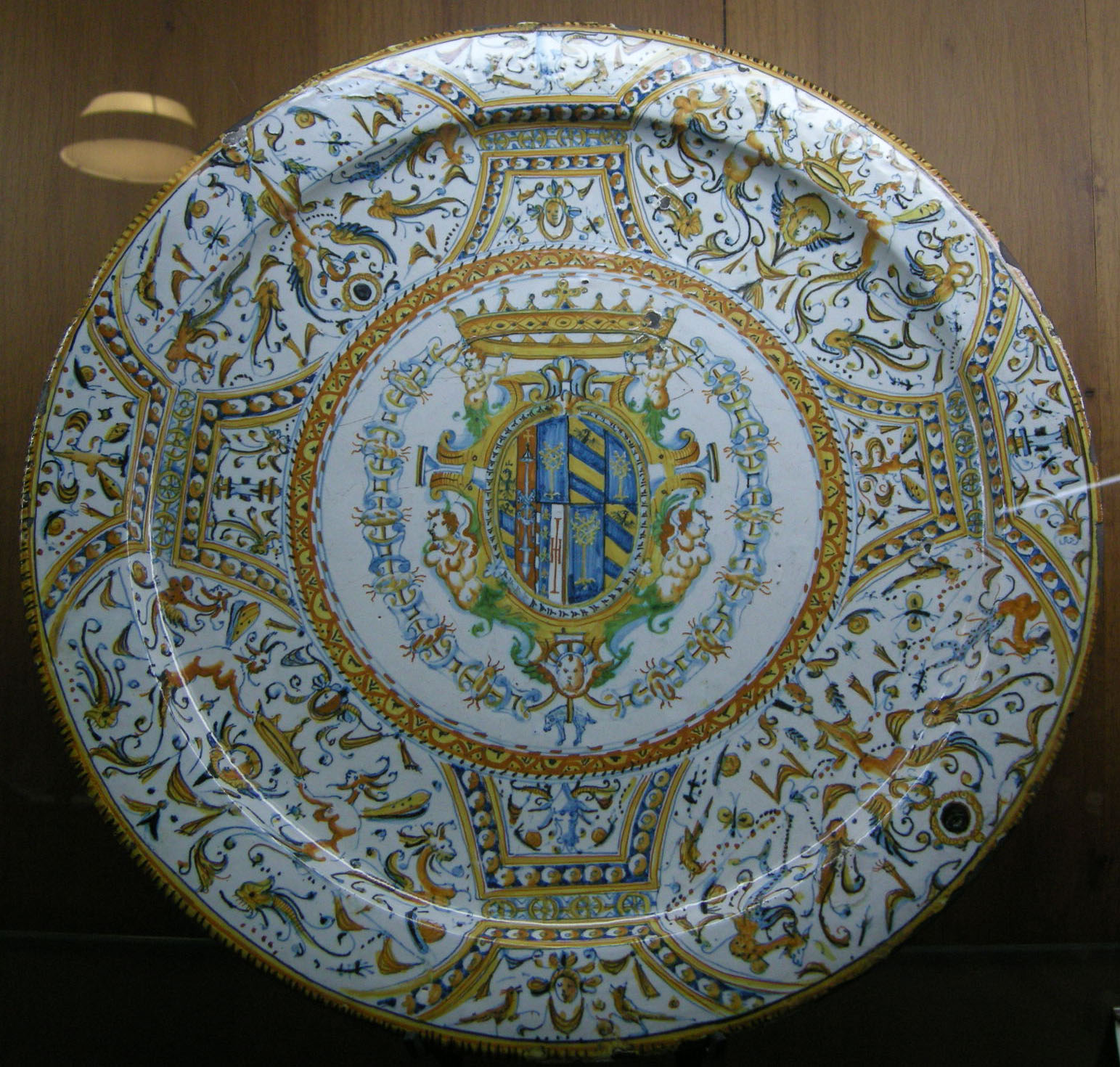
Prato de porcelana com o brasão da Casa Della Rovere.

Como proprietária de uma grande quantidade de obras de arte e riqueza acumulada ao longo dos anos pela família ducal, ela nomeou sua neta, Vitória, como sua única herdeira. Em seguida, a maior parte das peças de arte foi retirada de Urbino (como o retrato duplo de Frederico de Montefeltro e de Batista Sforza – que eram ancestrais de Lívia – do artista Piero della Francesca) e transferidas para a cidade de Florença, e passaram, então, a fazer parte das coleções dos Médici, ou mesmo, foram levadas para Roma, e passaram a adornar os Palácios Papais.
A dedicação da autora Moderata Fonte, em sua obra, Il merito delle donne, na sua primeira edição póstuma, em 1600, se referia a uma mulher que, diziam, era a melhor pessoa que exemplificava o argumento de que as mulheres são muito mais dignas do que os homens. A dedicante era a filha da escritora, Cecilia Zorzi, e a pessoa homenageada era a jovem Lívia na época em que tinha, recentemente, se casado com o duque de Urbino.
A praça central do castelo em frente ao Palazzo Della Rovere, em Roma, é dedicada a ela.

## Descendência
- Frederico Ubaldo Della Rovere (16 de maio de 1605 – 28 de junho de 1623), sucessor do pai após sua abdicação. Foi casado com Cláudia de Médici, com quem teve apenas uma filha, Vitória, grã-duquesa da Toscana.